# Nekropola Crocifisso del Tufo
Nekropola Crocefisso del Tufo je etruščanska nekropola ob vznožju pečine mesta Orvieto, ki je dosegla svoj največji obseg med sredino 6. stoletja pred našim štetjem. in sredino naslednjega stoletja. Dostop do nje je iz poti za pešce, ki obdaja pečino.

## Izvor imena
Nekropola je svoje ime dolžna razpelu, ki je vrezan v tuf znotraj jamske kapelice, izklesane iz balvana, na katerem stoji mesto. Majhna cerkev, ki je po nekropoli dobila ime, se lahko doseže tudi po poti za pešce, ki se spušča iz Porta Maggiore.

## Zgodovina
Izkopavanja so se začela v 19. stoletju na precej neurejen način. To je povzročilo razpršitev številnih najdenih najdb, ki so danes razstavljene v različnih muzejih v Evropi in Ameriki. Del najdb je bil namesto tega kupljen in je danes razstavljen v muzeju Faina v Orvietu. Od leta 1961 se nadaljujejo znanstvene preiskave, ki so omogočile pridobitev številnih podatkov in informacij. Najdbe med najnovejšimi preiskavami so razstavljene v Narodnem arheološkem muzeju Orvieto in v manjši meri v Narodnem arheološkem muzeju Umbrija v Perugii.

## Grobnice
Za razliko od nekropol v Cerveteri in Tarkviniji, kjer so pogosti veliki tumuli, je kompleks Crocifisso del Tufo sestavljen iz pravokotnih grobnic s komorami precej homogene velikosti (3 x 2 metra).
Grobnice, več kot 200, so sestavljene iz blokov tufa, so tipa komore in so praviloma razporejene vzdolž mreže pokopaliških ulic, ki tvorijo pravokotno mrežo. Grobnice, ki so trenutno odprte za javnost, so večinoma namenjene posameznim družinam.
Trupla, kremirana ali ne, so bila v času pokopa postavljena v grobove skupaj s pogrebno opremo, sestavljeno iz predmetov, ki so ustrezali družbeni vlogi pokojnika. Med temi predmeti so bile posode iz brona, terakote in bukero. Moške pokojnike so pogosto spremljale sulice, železno orodje, povezano s kuhanjem mesa (nabodala, žar, klešče). Ženske so bile pogosto pokopane z okraski, občasno tudi iz plemenitih kovin. Obstaja tudi veliko atiških vaz, s črnimi in rdečimi figurami, ki so prispevale k poudarjanju gospodarske statusa pokopanih.
V večini primerov se je mogoče spustiti v grobnice po treh stopnicah: v notranjosti so pomoli, naslonjeni na zadnjo steno in eno od stranskih sten. Na njih so bila položena trupla in / ali pepel pokojnika. Pogrebni predmeti so bili postavljeni tako na pomole kot na tla; nekateri so bili celo obešeni na stene, na kar kaže prisotnost železnih žebljev. Tla prostorov so bila narejena iz tufa ali pretlačene zemlje. Strehe so običajno dvoslojne in so sestavljene iz blokov, ki štrlijo proti sredini grobnice. To so nepravi oboki, ker statičnega tesnjenja niso zagotovili ključni segmenti, ampak zemlja, ki se je nabrala nad temi bloki. Zemljo je vsebovala druga stena blokov, ki prav tako predstavlja obodno steno spomenikov.
Vsaka grobnica je bila zaprta s ploščo iz tufa, nato pa so jo obložili s tesnilnim materialom. Na pokrovu vrat je bilo običajno vklesano ime pokojnika in družine, ki ji je pripadal. Na zunanji strani grobnice, na splošno nad streho, so bili spominski kamni s funkcijo pogrebnih markerjev, katerih oblika je nakazovala spol pokopanega predmeta: žal ni mogoče določiti, katera oblika je ustrezala rodu.